# Ons geluk
Ons geluk was een Vlaamse televisieserie in twee seizoenen van elk dertien afleveringen, gebaseerd op de gelijknamige roman (1946) van Gerard Walschap en met veel elementen uit zijn overige werken, in een scenario van Paul Koeck. De reeks werd in twee seizoenen in 1995 en 1996 uitgezonden door VTM. Ons geluk was de grootste dramaproductie in de Vlaamse televisiegeschiedenis, met een budget dat door sommige bronnen geraamd werd op 400 miljoen Belgische frank. Aan de serie werd meegewerkt door een cast van 140 personen en voor het draaien werd anderhalf jaar uitgetrokken. De reeks haalde een gemiddeld kijkcijfer van 1,4 miljoen kijkers, goed voor een marktaandeel van 64%.
In het voorjaar van 2009 werd Ons geluk, in het kader van 20 jaar VTM, herhaald na het middagnieuws. Sinds 2021 worden beide seizoenen heruitgezonden op VTM GOLD.

## Verhaal
De serie speelt in Brabant (Pajottenland) van de jaren vijftig (1950 - 1960). Het scenario is opgebouwd met elementen uit meerdere romans van Gerard Walschap. Het vertelt het leven in een dorp Lagerzeel waar Door Onckeloms, de plaatselijke brouwer, problemen heeft met zijn slecht studerende zoon. De arme Réne Hox, zoon van de clochards Tist en Trien Hox, wordt door de man in huis gehaald en mag mee gaan studeren in Leuven, om tegelijk een oogje te houden op de zoon.

## Muziek
De orkestrale soundtrack werd geschreven door Alain Van Zeveren.

## Locatie
Opnames gebeurden onder meer in Kasteel Groenhoven te Londerzeel.

## Rolverdeling
- Johan Heldenbergh: René Hox
- Veerle Dobbelaere: Leontien Hox-Verstraeten
- Pascale Michiels: Vera Muys-Eetvelt
- Marc Van Eeghem: Viktor "Tor" Muys
- Tom Van Bauwel: Marcel "Cel" Muys
- Ianka Fleerackers: Céline
- Tuur De Weert: Door Onckeloms
- Nand Buyl: Kamiel "Tist" Hox
- Chris Lomme: Trien Hox-Dekeyser
- Michel Van Dousselaere: Frank Rottiers
- Tania Poppe: Suzanne D'Hert
- Hilde Uitterlinden: Maria "Mieke" De Block
- Tessy Moerenhout: Maria Onckeloms
- François Beukelaers: Dokter Floren, Burgemeester van Lagerzeel
- Greta Van Langendonck: Helena "Nel" Muys
- Daan Hugaert: Michel
- Charles Cornette: Meneer Pastoor
- Fred Van Kuyk: Hubert Muys
- Rosemarie Bergmans: Adèle Witten-D'Hert
- Martin Van Zundert: Meneer Verstraeten
- Blanka Heirman: Mevrouw Verstraeten
- Maria Verdi: Martine
- Alex Cassiers: Benoît
- Gert Lahousse: Dokter François Priestman
- Tine Van den Brande: Reine Priestman
- Fania Sorel: Mie Muys-Zaterdag
- Hilde Breda: Alfonsine
- Pierre Callens: Paul Hillegeers
- Nicole Persy: Irma Rottiers
- Netty Vangheel: Rosalie
- Marc Janssen: Witten D'Hert
- Luc Springuel: Pastoor Etienne Cogels
- Wim Stevens: Han Dens
- André Van Daele: Susken Eetvelt
- Gerda Lindekens: Sidonie
- Hilt de Vos: Denise Lepla
- Lieve Moorthamer: Mevrouw Peeters
- Herman Coessens: Meneer Peeters
- Steven De Schepper: Theo Roeckx
- Rudy Morren: Jozef Dens
- Alice Toen: Ruth Dens
- Magda Cnudde: Manke Alice
- Jos Van Gorp: Vader Dens
- Jan Van Hecke: Jozef Onckeloms
- Jan Decleir: Sooi Zaterdag
- Miek De Schepper: Moeder Overste
- Dimitri Dupont: Gerechtsdokter
- Nicky Langley: Moeder Overste
- Lisette Mertens: Zuster
- Peter Michel: Jos
- Pol Pauwels: Frits
- Chris Thys: Elza
- Daniela Bisconti: Eugenie
- Robert Borremans: Notaris De Clerck
- Mathias Sercu: Jean Witten
- Ann Ceurvels: Elvire Stappaerts
- Axel Daeseleire
- Hugo Danckaert: Meneer Lepla
- Koen De Bouw
- Geert Hunaerts
- Eric Kerremans
- Peter Michiels
- Bart Slegers: Ruben De Clerck
- Gaëlle Rochtus: Liesje
- Arnout Verhoeve: Sooike

## Afleveringen

### Seizoen 1 (1995)
1. De pleegouders
2. De eikel
3. De cantate
4. De opvolger
5. De briefwisseling
6. Het afscheid
7. De Française
8. De uitnodiging
9. Alfonsine
10. Cel
11. Kinderen
12. De bedreiging
13. De beslissing

### Seizoen 2 (1996)
1. Denise
2. De Kwade Slag
3. De Kentering
4. De Beloftes
5. De Bedevaart
6. De Verloren Zoon
7. Liesje
8. Engeland
9. Intriges
10. Gaan en Komen
11. De Advertentie
12. De Tweestrijd
13. Andere Tijden

## Dvd
Er is een dvd-box uit van elk seizoen (5 discs per seizoen), en de serie verscheen in de collectie Het beste van Vlaanderen in 4 delen (2 discs per deel, 2 delen per seizoen).